# 达马索·罗德里格斯·马丁
达马索·罗德里格斯·马丁（西班牙語：Dámaso Rodríguez Martín，1944年12月19日－1991年2月19日)，出生于西班牙特内里费岛，是西班牙的一位杀人犯和强奸犯。
达马索家境貧窮，他17歲時，他因盗窃被拘捕，在關押一年後，他於1963年9月加入了西班牙外籍兵团，並前往西撒哈拉。1966年復員后，达马索回到特内里费，並於1967年结婚，1973年，他的第一個孩子出生。1975年，他的第二個兒子出生。
1981年11月11日，达马索第一次杀人，受害者是一对年輕情侶。當時該对情侶在車內進行親密行為，达马索趁機偷窺，在他殺害了男方後，达马索在男方屍體旁邊毆打并強暴死者的女朋友。其後，他開車把這對情侶的遺體丟棄至某個地方。 最終他被判处55年徒刑，罪名包括謀殺，強姦，盜竊槍支和非法持有武器。
但在1991年1月17日，达马索越獄。1月23日，一對德国登山客夫妻的屍體被发现。妻子屍體有明显被強暴過的迹象。2月19日，达马索在與警方對峙時自殺身亡。